# Comuna Ion Creangă, Neamț
Ion Creangă (în trecut, Brătești și I.C. Brătianu) este o comună în județul Neamț, Moldova, România, formată din satele Averești, Ion Creangă (reședința), Izvoru, Muncelu, Recea și Stejaru.

## Așezare
Comuna Ion Creangă este amplasată pe valea Siretului și pe dealurile Bârladului, cu întinse terenuri arabile și împădurite. Ea are o suprafață de 7.491 ha, dintre care 459 ha intravilan și 7.032 ha extravilan. Este traversată de șoseaua județeană DJ207C, care o leagă spre nord-vest de Horia (unde se termină în DN2) și spre sud-est de Valea Ursului. La Ion Creangă, din acest drum se ramifică șoseaua județeană DJ207D, care duce spre sud la Icușești.

## Demografie
Componența etnică a comunei Ion Creangă
     Români (93,91%)
     Alte etnii (6,09%)
Componența confesională a comunei Ion Creangă
     Ortodocși (90,84%)
     Romano-catolici (1,92%)
     Alte religii (1,12%)
     Necunoscută (6,11%)
Conform recensământului efectuat în 2021, populația comunei Ion Creangă se ridică la 4.989 de locuitori, în scădere față de recensământul anterior din 2011, când fuseseră înregistrați 5.001 locuitori. Majoritatea locuitorilor sunt români (93,91%). Din punct de vedere confesional, majoritatea locuitorilor sunt ortodocși (90,84%), cu o minoritate de romano-catolici (1,92%), iar pentru 6,11% nu se cunoaște apartenența confesională.

## Politică și administrație
Comuna Ion Creangă este administrată de un primar și un consiliu local compus din 15 consilieri. Primarul, Dumitru-Dorin Tabacariu[*], de la Partidul Social Democrat, este în funcție din octombrie 2020. Începând cu alegerile locale din 2024, consiliul local are următoarea componență pe partide politice:
|  | Partid                          | Consilieri | Componența Consiliului | Componența Consiliului | Componența Consiliului | Componența Consiliului | Componența Consiliului | Componența Consiliului | Componența Consiliului |
|  | ------------------------------- | ---------- | ---------------------- | ---------------------- | ---------------------- | ---------------------- | ---------------------- | ---------------------- | ---------------------- |
|  | Partidul Social Democrat        | 7          |                        |                        |                        |                        |                        |                        |                        |
|  | Partidul Național Liberal       | 7          |                        |                        |                        |                        |                        |                        |                        |
|  | Alianța pentru Unirea Românilor | 1          |                        |                        |                        |                        |                        |                        |                        |

## Istorie
La sfârșitul secolului al XIX-lea, comuna purta denumirea de Brătești, făcea parte din plasa Fundul a județului Roman și era formată din satele Brătești, Brătianu și Izvoru, având în total 1146 de locuitori ce trăiau în 285 de case. În comună existau o biserică și o școală primară mixtă cu 28 de elevi (dintre care 5 fete). La acea vreme, pe teritoriul actual al comunei mai funcționa în aceeași plasă și comuna Averești, formată din satele Averești, Averești-Răzeși și Golani (Avereștii de Jos), având o populație de 1218 locuitori ce trăiau în 341 de case. Aici existau două biserici și o școală mixtă.
Anuarul Socec din 1925 consemnează schimbarea denumirii comunei Brătești în cea de Brăteanu (după noul sat de reședință), precum și alipirea satelor Recea, Cotu lui Bălan și Muncelu Durii, preluate de la comuna Iucșești; comuna avea atunci 1714 locuitori. Comuna Averești preluase satul Izvoru de la comuna Brăteanu și avea 1979 de locuitori în satele Izvoru, Averești și Golani.
În 1948, într-un proces de ștergere a urmelor guvernărilor anterioare sub regimul comunist, numele a trebuit schimbat, și astfel s-a ajuns la denumirea actuală. În aceeași perioadă, satul Golani (Avereștii de Jos) a primit numele de Stejaru; iar satul Muncelu Durii — pe cel de Muncelu. Locuitori mai bătrâni își amintesc că numele Ion Creangă a fost dat din greșeală, iar noul nume ar fi trebuit să fie Sîra. Doi ani mai târziu, comunele au fost arondate raionului Roman din regiunea Bacău. În timp, comuna Averești a fost desființată, satele ei trecând la comuna Ion Creangă, care a trecut în 1968 la județul Neamț.